# Apteropanorpa tasmanica
Apteropanorpa tasmanica (лат.) — вид бескрылых скорпионниц (Mecoptera) из семейства Apteropanorpidae Byers, 1965.

## Распространение
Остров Тасмания (Австралия).

## Описание
Длина около 6 мм. Бескрылые. Встречаются во мхах и на снежном покрове (отсюда и местное название: Tasmanian snow scorpionfly) в мае и сентябре. Сапрофаги, питаются мертвыми и разлагающимися насекомыми.

## Систематика
1 род и 4 вида. До последнего времени Apteropanorpa tasmanica Carpenter, 1941 был единственным представителем этого семейства и рода Apteropanorpa Carpenter, 1941. В 1999 году Джордж Байерс и Дэвид Йетс описали второй близкий вид Apteropanorpa evansi Byers and Yeates, 1999, а в 2007 Кристофер Палмер вместе с Труменом и Йетсом обнаружили ещё два вида: Apteropanorpa hartzi Palmer, Trueman & Yeates, 2007 и Apteropanorpa warra Palmer, Trueman & Yeates, 2007.